# Грей, Конан
Ко́нан Ли Грей (англ. Conan Lee Gray) — американский певец, автор песен и бывший видеоблогер. Он родился 5 декабря 1998 года в Лемон-Грове, штат Калифорния, и вырос в Джорджтауне, штат Техас. В подростковом возрасте он начал публиковать видеоблоги, каверы и оригинальные песни на YouTube. В 2018 году Конан подписал контракт с лейблом Republic Records, который выпустил его дебютный мини-альбом Sunset Season.
Его первый студийный альбом Kid Krow (2020) дебютировал на пятой строчке в американском чарте Billboard 200 и стал самым успешным дебютом года в США. Популярность альбома была поддержана синглами «Maniac» и «Heather». Второй альбом, Superache (2022), получил положительные отзывы критиков и вошёл в топ-10 чартов США, Великобритании, Австралии, Ирландии и Нидерландов.
В 2024 году Конан выпустил третий студийный альбом Found Heaven, который дебютировал на 14-й позиции в Billboard 200. Его музыка продолжает привлекать внимание аудитории и критиков, закрепляя его позиции в музыкальной индустрии.

## Ранние годы
Конан Ли Грей родился 5 декабря 1998 года в Лемон-Грове, в Калифорнии, в мультикультурной семье. Его отец по происхождению ирландец, а мать — японка. В младенчестве он переехал с семьей в Хиросиму, так как его дедушке требовалось медицинское лечение после диагностики рака. После смерти дедушки семья вернулась в Калифорнию. 
Когда Конану было три года, его родители развелись, и в дальнейшем он воспитывался матерью-одиночкой. В своём видео Draw My Life он поделился воспоминаниями о пережитом опыте развода родителей в детстве. Поскольку его отец служил в армии, Конан за время своего детства сменил место жительства девять раз, включая два переезда в течение шестого класса. В школе он часто подвергался издевательствам за свою замкнутость.
В подростковом возрасте Конан окончательно поселился в Джорджтауне, штат Техас, где провёл большую часть своей юности. Жизнь в центральном Техасе вдохновила многие его творческие работы и музыкальные произведения. После окончания школы он поступил в Калифорнийский университет в Лос-Анджелесе (UCLA) и переехал в Лос-Анджелес в сентябре 2017 года. Однако уже через два месяца он покинул университет, чтобы начать музыкальную карьеру после подписания контракта с Republic Records.

## Карьера

### 2013—2019: канал на YouTube иSunset Season
Грей создал свой официальный YouTube-канал в 2013 году и начал снимать видео в возрасте 15 лет. Его ранние ролики были посвящены таким темам, как кулинария, а также повседневной жизни. Основное внимание в его влогах уделялось жизни в небольшом техасском городке, и его часто отмечают за любовь к ностальгии, связанной с американской культурой. На канале Конан делился музыкой, демонстрировал свои художественные работы и создавал другие видео, которые в совокупности набрали более 25 миллионов просмотров.

В марте 2017 года он самостоятельно выпустил свой дебютный сингл «Idle Town», который набрал более 14 миллионов прослушиваний на Spotify и 12 миллионов просмотров на YouTube. 1 сентября 2017 года он выпустил второй сингл «Grow». В октябре 2018 года на лейбле Republic Records вышел его сингл «Generation Why», который был охарактеризован как «призыв к поколению миллениалов». В ноябре того же года Конан выпустил мини-альбом Sunset Season, включающий треки «Idle Town», «Generation Why», «Crush Culture», «Greek God» и «Lookalike». Альбом достиг второй строчки в чарте Billboard Heatseekers Albums, и в поддержку его выхода Конан отправился в тур Sunset Shows.

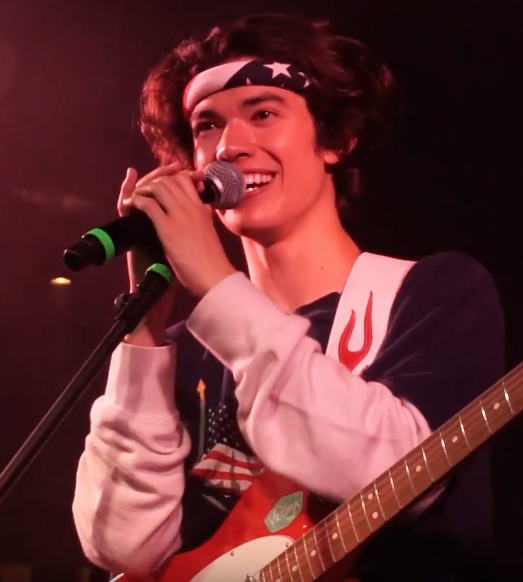
Выступление Грея в 2019 году

В феврале 2019 года Конан дебютировал на телевидении, выступив в программе «Поздней ночью с Сетом Майерсом» . Затем он стал участником нескольких концертов в качестве поддерживающего артиста на туре Pray for the Wicked группы Panic! at the Disco. Он также выступил на музыкальных фестивалях, таких как The Great Escape, и продолжил гастролировать по стране. В феврале 2019 года он перевыпустил сингл «The Other Side», который изначально опубликовал на YouTube в 2016 году. В период с марта по октябрь 2019 года Конан выпустил три сингла из своего дебютного студийного альбома Kid Krow: «Checkmate», «Comfort Crowd» и «Maniac», а также независимый сингл «The King». В октябре 2019 года он отправился в тур Comfort Crowd Tour, свой второй хедлайнерский тур по Северной Америке, с участием новозеландской исполнительницы Бени и американской артистки UMI.
По состоянию на октябрь 2019 года каталог Конана Грея набрал более 250 миллионов стримов на всех платформах. Он получил награду Shorty Award в категории «Лучший музыкант на YouTube» и был номинирован на Streamy Award в категории «Прорыв года».

### 2020—2021:Kid Krow
На второй неделе 2020 года Грей начал делиться ежедневными подсказками о названии своего дебютного альбома в Twitter. 9 января он раскрыл название — Kid Krow — и написал: «Я говорю на этом альбоме больше, чем когда-либо в жизни, и мне не терпится раскрыть вам все свои секреты. Люблю вас». В тот же день он выпустил сингл «The Story», а за два дня до выхода альбома представил неожиданный релиз — трек «Wish You Were Sober». В начале 2020 года сингл «Maniac» добился успеха на международных радиостанциях, особенно в Австралии, где получил платиновую сертификацию. В Канаде он также стал платиновым, а в США — золотым, став первым сертифицированным синглом Конана в этих трёх странах. Трек достиг 25-й строчки в чарте Bubbling Under Hot 100, а также возглавил чарты Австралии и вошёл в топ-100 Ирландии и Южной Кореи.
Альбом Kid Krow был выпущен 20 марта 2020 года и дебютировал на пятой строчке в Billboard 200, первой позиции в чарте US Pop Albums и второй в Top Album Sales с более чем 37 тысячами чистых продаж. Это был самый успешный дебют нового артиста в 2020 году и лучший сольный поп-дебют за более чем два года со времён альбома Camila Камилы Кабельо. Альбом был высоко оценён такими изданиями, как Paper, Billboard, NPR, Teen Vogue и Paste.
Конан должен был выступить на  шоу Джимми Фэллона 16 марта и на фестивале «Коачелла» в середине апреля 2020 года, но оба мероприятия были отменены из-за пандемии COVID-19. В середине 2020 года Forbes и Billboard включили в список возможных номинантов на премию «Грэмми» в категории «Лучший новый исполнитель». После коммерческого успеха Kid Krow Грей был назван артистом Up Next от Apple Music, и в апреле 2020 года вышел эксклюзивный мини-документальный фильм о нём. Тур Kid Krow World Tour с участием Bülow, запланированный на 2020 год, также был отменён из-за пандемии.
В августе 2020 года песня «Heather» стала популярной в социальной сети TikTok, став шестым и последним синглом из альбома. Она принесла Конану его первый вход в Billboard Hot 100 и попала в топ-40 чартов Великобритании, Австралии, Новой Зеландии и Ирландии, став его самым коммерчески успешным синглом после «Maniac». В октябре 2020 года он исполнил «Heather» на шоу Джеймса Кордена и в телепередаче Today. В том же месяце Конан выпустил сингл «Fake» совместно с американским певцом Lauv.

### С 2022:SuperacheиFound Heaven
В период с мая 2021 по январь 2022 года Грей выпустил синглы «Astronomy», «People Watching» и «Jigsaw». В марте 2022 года он начал свой мировой тур, который завершился в июне. 11 апреля 2022 года он анонсировал свой второй студийный альбом Superache, который вышел 24 июня 2022 года. 15 апреля был выпущен трек «Memories», а 19 мая — пятый сингл альбома «Yours», одновременно с выходом трек-листа. Альбом состоит из 12 треков общей длительностью 40 минут. Сингл «Telepath», выпущенный ранее, не вошёл в трек-лист и остался отдельным релизом. В день выхода альбома также был представлен видеоклип на сингл «Disaster», а Конан анонсировал свой четвёртый концертный тур Superache Tour, который проходил с сентября 2022 по март 2023 года. В интервью об альбоме он отметил: «Писать этот альбом было мучительно, и именно поэтому он стал суперточным отражением моей жизни».
В апреле 2022 года Конан неожиданно появился в качестве гостя на Sour Tour Оливии Родриго в Ванкувере, где они вместе исполнили кавер на песню Кэти Перри «The One That Got Away». 18 июля 2022 года он исполнил национальный гимн на бейсбольном соревновании MLB Home Run Derby, однако его выступление подверглось широкой критике в социальных сетях. 
В мае 2023 года Конан начал публиковать в социальных сетях тизеры с изображениями продуктовых магазинов, которые оказались частью концепции нового музыкального видео, выпущенного 19 мая вместе с синглом «Never Ending Song». Видео и сингл ознаменовали отход от привычного стиля артиста, вдохновлённого эстетикой 1980-х годов. Конан назвал этот художественный сдвиг «праздником эмоций» и «началом новой истории». 25 августа он выпустил сингл «Winner», а 31 октября — «Killing Me».
31 января 2024 года Ко́нан объявил о выходе своего третьего студийного альбома Found Heaven, который был выпущен 5 апреля. В этот же день вышел четвёртый сингл альбома «Lonely Dancers». 8 марта был выпущен пятый сингл «Alley Rose». По словам критика Кена Патриджа, первые четыре сингла альбома имели энергичную атмосферу 1980-х, тогда как «Alley Rose» — это мощная пианино-рок баллада, напоминающая стиль Элтона Джона 1970-х. В поддержку альбома Конан отправился в пятый сольный тур Found Heaven On Tour, который стартовал в июле 2024 года и включает концерты в Австралии, США, Азии, Амстердаме, Париже и Великобритании.

18 октября 2024 года он выпустил сингл «Holidays», который впервые исполнил во время тура Found Heaven в «Мэдисон-сквер-гарден». Песня рассказывает о его опыте возвращения в родной город в Техасе на праздники.

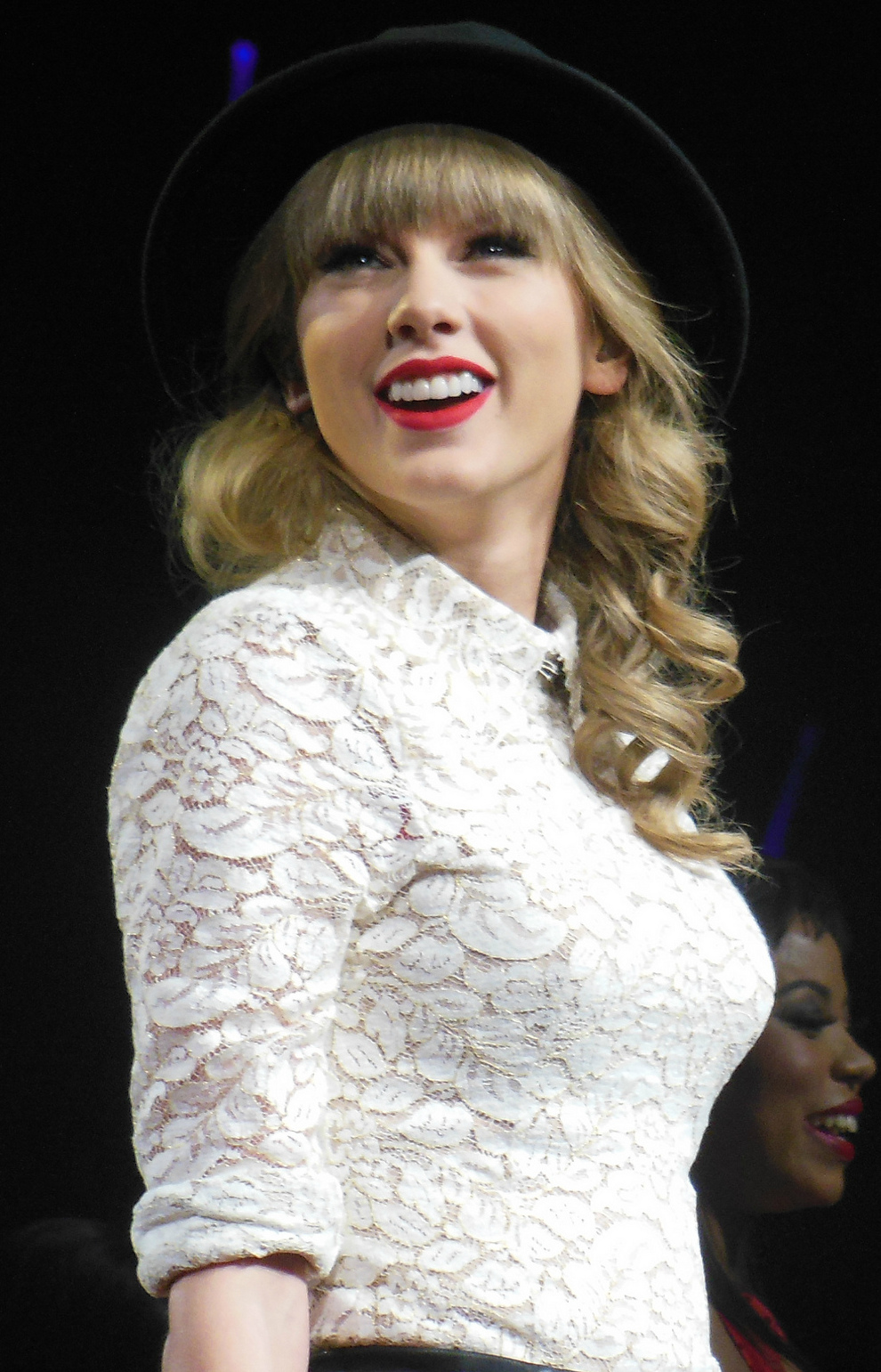
Грей заявил, что Тейлор Свифт повлияла на него «как на автора песен и как на человека»

## Анализ творчества
Грей известен своей поп-музыкой, которая была отнесена к поджанрам инди-поп, акустика и бедрум-поп. Журнал Teen Vogue назвал его «поп-принцем для грустных интернет-подростков». У него теноровый вокальный диапазон.

### Оказавшие влияние
Грей называет Тейлор Свифт своим главным источником вдохновения, утверждая, что «воспитан [ею]» и что он «самый преданный фанат Свифт». Он восхищается её музыкой, текстами и карьерой, говоря, что её творчество сильно повлияло на его становление как личности и музыканта. Свифт отметила его дебютный альбом Kid Krow и песню «Wish You Were Sober» в своей личной Instagram-истории, на что Грей ответил благодарностью за её влияние на его творчество. В интервью Грей также упомянул, что Свифт написала ему сообщение с комплиментом его альбома.
Кроме Свифт, Грей признаёт сильное влияние на своё творчество таких артистов, как Лорд, музыка которой повлияла на его EP Sunset Season, The Chicks, Адель, Ви из BTS и Билли Айлиш. Он также отмечает взаимное восхищение с Айлиш, с которой дружит с подросткового возраста. Грей также выделяет Лану Дель Рей среди своих главных поп-вдохновителей и даже исполнял несколько её песен.

## Дискография

### Студийные альбомы
| Название     | Информация | Высшие позиции в чартах | Высшие позиции в чартах | Высшие позиции в чартах | Высшие позиции в чартах | Высшие позиции в чартах | Высшие позиции в чартах | Высшие позиции в чартах | Высшие позиции в чартах | Высшие позиции в чартах | Высшие позиции в чартах | Сертификация                                |
| Название     | Информация | US                      | AUS                     | BEL (FL)                | CAN                     | IRE                     | NLD                     | NOR                     | NZ                      | SPA                     | UK                      | Сертификация                                |
| ------------ | --- | ----------------------- | ----------------------- | ----------------------- | ----------------------- | ----------------------- | ----------------------- | ----------------------- | ----------------------- | ----------------------- | ----------------------- | ------------------------------------------- |
| Kid Krow     | - Релиз: 20 марта 2020 - Лейбл: Republic - Форматы: CD, LP, цифровое скачивание, потоковое воспроизведение, кассета  | 5                       | 26                      | 49                      | 4                       | 20                      | 43                      | 32                      | 32                      | 39                      | 30                      | - RIAA: Платина - BPI: Серебро - МС: Золото |
| Superache    | - Релиз: 24 июня 2022 - Лейбл: Republic - Форматы: CD, LP, цифровое скачивание, потоковое воспроизведение, кассета   | 9                       | 8                       | 14                      | 24                      | 8                       | 9                       | 38                      | 11                      | 13                      | 8                       | - BPI: Серебро                              |
| Found Heaven | - Релиз: 5 апреля, 2024 - Лейбл: Republic - Форматы: CD, LP, цифровое скачивание, потоковое воспроизведение, кассета | 14                      | 10                      | 8                       | 98                      | 26                      | 12                      | —                       | 33                      | 15                      | 4                       |                                             |

### Мини-альбом (EP)
| Название      | Детали | Высшие позиции в чартах | Высшие позиции в чартах | Высшие позиции в чартах |
| Название      | Детали | US                      | US Heat.                | UK Down.                |
| ------------- | --- | ----------------------- | ----------------------- | ----------------------- |
| Sunset Season | - Релиз: 16 ноября 2018 - Лейбл: Republic - Форматы: CD, LP, цифровое скачивание, потоковое воспроизведение | 116                     | 2                       | 57                      |

### Награды и номинации
| Год  | Ассоциация              | Категория                                    | Результат           | Прим.         |
| ---- | ----------------------- | -------------------------------------------- | ------------------- | ------------- |
| 2019 | Shorty Awards           | Лучший музыкант YouTube                      | Победа              | [ 23 ]        |
| 2019 | Streamy Awards          | Прорыв года                                  | Номинация           | [ 24 ]        |
| 2020 | MTV Europe Music Awards | Лучший Push-исполнитель                      | Номинация           | [ 95 ]        |
| 2020 | MTV Video Music Awards  | Лучшее видео дебютанта                       | Выбыл из шорт-листа | [ 96 ]        |
| 2020 | People’s Choice Awards  | Лучший новый исполнитель 2020                | Номинация           | [ 97 ]        |
| 2021 | Gold Derby Music Awards | Лучший новый исполнитель                     | Номинация           | [ 98 ] [ 99 ] |
| 2024 | Tribeca Festival Awards | Лучшее музыкальное видео (Never Ending Song) | Победа              | [ 100 ]       |

## Туры
- The Sunset Shows (2018—19)
- The Comfort Crowd Tour (2019)
- Conan Gray World Tour (2022)
- Superache Tour (2022—23)
- Found Heaven On Tour (2024)